# Jedľové Kostoľany
Jedľové Kostoľany jsou obec na Slovensku ležící v okrese Zlaté Moravce v Nitranském kraji.

## Poloha a přírodní podmínky
Obec leží na svazích Tribečských vrchů a částečně na severních svazích Pohronského Inovce. Katastr obce odvodňuje řeka Žitava. Má charakter vrchoviny, střed obce leží v nadmořské výšce kolem 400 metrů. Podklad tvoří zejména sopečné horniny - andezity, tufy, ale také vápence, pískovce a krystalické břidlice. Většina plochy je zalesněná listnatými lesy.

## Historie
První písemná zmínka o obci je z roku 1387 jako Fenyeukoztholvan, další doložené názvy jsou Jedlowe Kostolany (1773), maď. Fenyőkosytolány. Obec patřila hradu Hrušov, který měl nedaleko od obce strážní věž zvanou Živánská. Od 17. století pak patřila panství Topoľčianky. V roce 1536 zde vznikl pivovar, v roce 1537 získal A. Thurzo právo těžit v okolí obce zlato a dřevo. V 18. století zde pracovala sklárna a od roku 1859 se začalo těžit hnědé uhlí. Důl byl uzavřen v roce 1924, občané obce tak trpěli nezaměstnaností a účastnili se na přelomu dvacátých a třicátých let stávek a protiexekučních vzpour. Za druhé světové války se zapojili aktivně do partyzánského hnutí.

## Demografie
Počet obyvatel se v posledních letech pohybuje těsně pod tisíci. Historicky největšího počtu dosáhla v roce 1961, kdy zde žilo 1701 obyvatel. Obec si uchovala rozptýlenou formu osídlení. Centrální část se budovala kolem kostela, později vznikly štále - osady v okolí budované jak místními, tak i přistěhovalci ze vzdálenějších končin. Je jich celkem třináct, významnějšími jsou např. Brezov štál, Nemčekov štál, Lukáčov štál, Horné a Dolné Lúčno, Borisko, Hujavovce (Kazimírov štál) či Drienky.

## Pamětihodnosti
- Živánská věž - zřícenina středověké strážné věže
- římskokatolický klasicistní kostel z roku 1797
- lidová zástavba - srubové i hliněné obytné domy i hospodářská stavení